# Pandora Internet Radio

Logotypen för Pandora

Pandora Internet Radio är en internettjänst, en musikdatabas. Man skriver in en favoritartist, och en sökfunktion mixar låtar som är i liknande stil. På grund av höjda licensavgifter från de amerikanska skivbolagens samarbetsorganisation, RIAA, för att få sända webbradio till länder utanför USA, kan stationen av ekonomiska skäl numera inte sända till IP-adresser som kommer från utanför USA:s gränser.